# هیلتاپ (جورجیا)
هیلتاپ (به انگلیسی: Hilltop) یک منطقهٔ مسکونی در ایالات متحده آمریکا است که در شهرستان پایک، جورجیا واقع شده‌است. هیلتاپ ۲٫۵ کیلومتر مربع مساحت و ۴۰۱ نفر جمعیت دارد و ۲۵۹ متر بالاتر از سطح دریا واقع شده‌است.